# El Paso Electric
El Paso Electric est une société de services publics basée au Texas, engagée dans la production, la transmission et la distribution d'électricité dans l'ouest de l’État et le sud du Nouveau-Mexique. Fondée en 1901 sous le nom de El Paso Electric Railway Company, elle abandonne le secteur des transports pour celui de l'énergie en 1925. Ses sources d'énergie sont le combustible nucléaire, le gaz naturel, l’électricité achetée, l’énergie solaire et les éoliennes. La société possède six installations de production d'électricité avec une capacité de production nette fiable d'environ 2 010 mégawatts. Elle dessert environ 437 000 clients résidentiels, commerciaux, industriels, des autorités publiques et des grossistes.
La société distribue de l'électricité aux clients principalement à El Paso, au Texas et à Las Cruces, au Nouveau-Mexique ; et revend de l'électricité aux services publics d'électricité et aux distributeurs d'électricité. Contrairement à la plupart des autres services publics du Texas, El Paso Electric fonctionne comme un monopole.
En 2020, El Paso Electric est vendue à l'Infrastructure Investments Fund (IIF), un fond associé à la banque d'investissement JP Morgan,. Auparavant, la société était cotée à la Bourse de New York sous le nom de EE.

## Histoire
El Paso Electric (EPE) commence à servir ses clients le 30 août 1901. Elle était alors connue sous le nom de El Paso Electric Railway Company. Au début, son activité principale consiste à fournir des transports par tramway tiré par des mules, qui furent remplacés en 1902 par des tramways électriques. L'entreprise aurait fourni de l'électricité à la propriété de Nikola Tesla dans le Colorado.

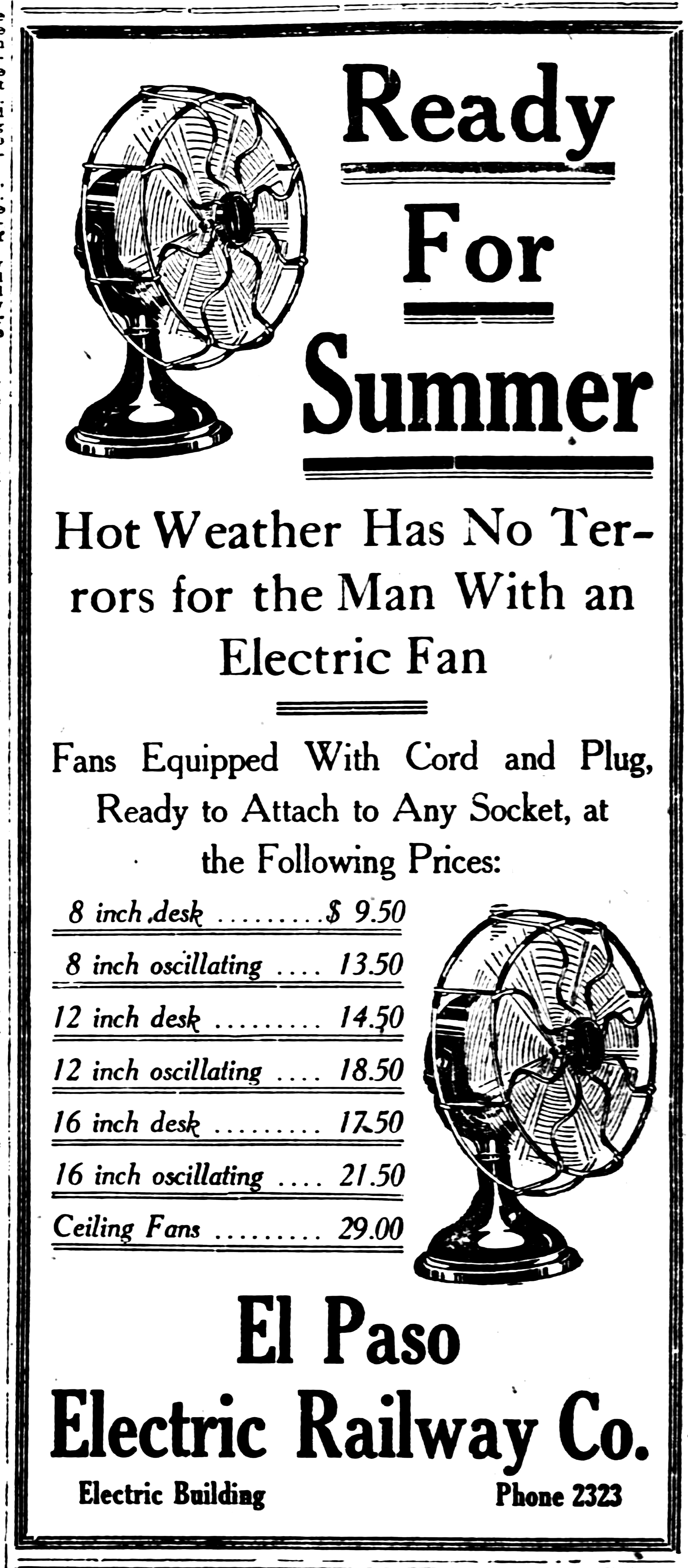
Une publicité pour des ventilateurs électriques par la El Paso Electric Railway Co. dans le El Paso Herald du 15 mai 1915

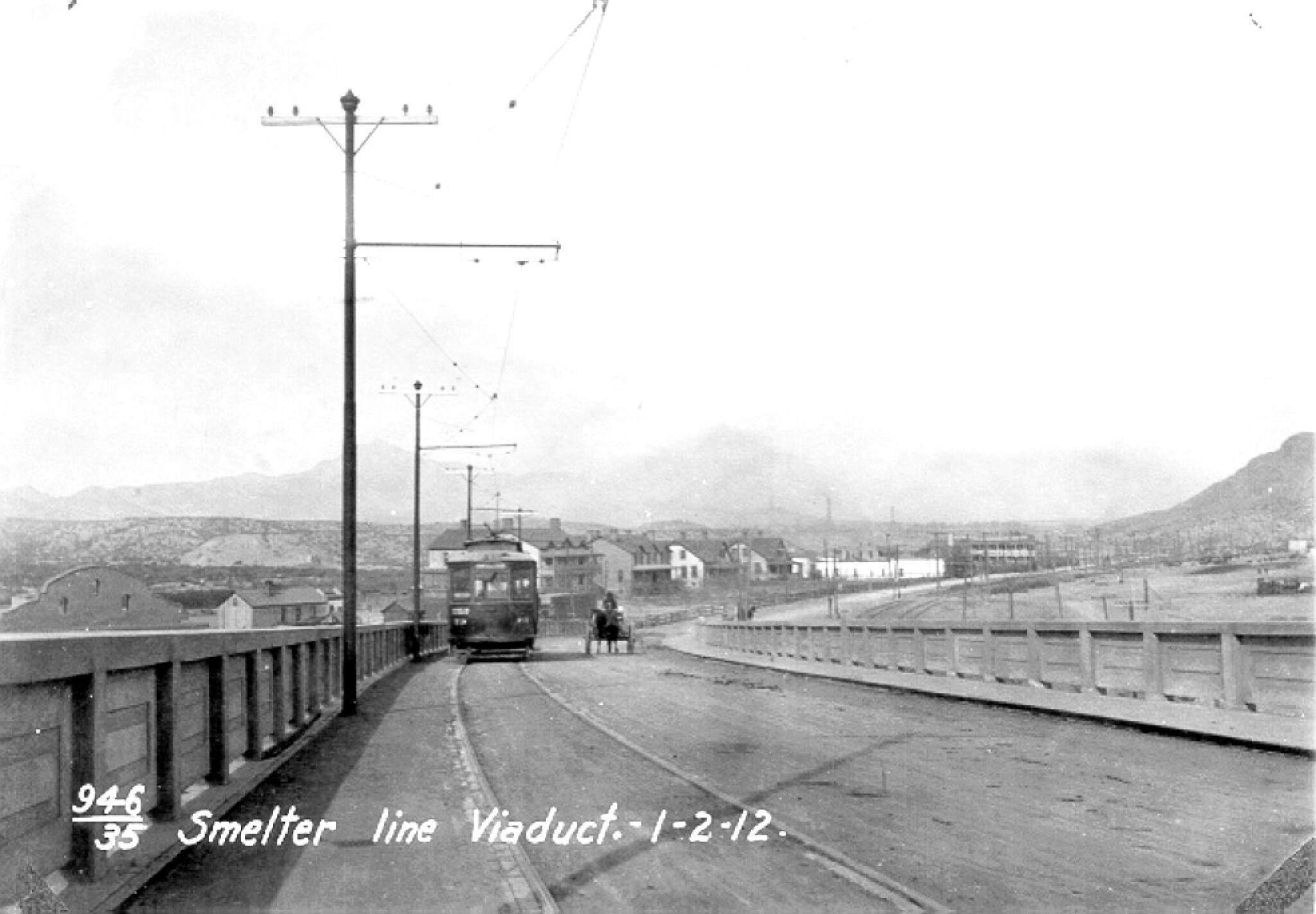
Chemin de fer électrique d'El Paso partant de Smeltertown en 1912

En 1925, l'activité principale de l’entreprise se transforme en production et en distribution d’électricité. Cette année-là, la société change de nom pour devenir El Paso Electric Company. Elle est également autorisée à exercer des activités commerciales au Nouveau-Mexique.
Aujourd'hui, El Paso Electric est un service public régional d'électricité qui fournit des services de production, de transmission et de distribution à environ 400 000 clients de détail et de gros dans une zone de 10 000 milles carrés (25 899,8811 km2) de la vallée du Rio Grande dans l'ouest du Texas et le sud du Nouveau-Mexique. Son territoire de service s'étend de Hatch, au Nouveau-Mexique, à Van Horn, au Texas.
En 2013, El Paso Electric compte 32 bornes de recharge pour voitures électriques dans sa zone de service. Les stations-service rechargent les Nissan Leafs, les Chevrolet Volt et d'autres voitures électriques. L'entreprise s'efforce également d'élargir l'adoption des véhicules électriques grâce à son plan d'infrastructures de recharge et de véhicules électriques rechargeables (PEVCIP) pour la région de la Vallée du Rio Grande.
En 2019, la société déclare un chiffre d'affaires annuel de 862 millions de dollars et un bénéfice net de 123 millions de dollars.

## Vente en 2020 à Infrastructure Investments Fund
Le 29 juillet 2020, El Paso Electric est vendue à Infrastructure Investments Fund (IIF) avec un vote des actionnaires en faveur de l'accord à 99,61 %.
La vente est évaluée à 4,3 milliards de dollars et comprend la reprise par IIF de la dette existante de 1,5 milliard de dollars d'EPE et l'achat des actions de la société à 68,25 dollars par action (au total, 2,8 milliards de dollars). Les stipulations de l'accord comprennent un engagement de l'IIF à maintenir le siège social de la société à El Paso et à conserver le personnel de la société pendant au moins cinq ans. Les treize membres du conseil d'administration d'El Paso Electric reçoivent alors des versements et des récompenses en actions allant de 800 000 $ à plus de 8,8 millions de dollars.
Étant donné qu'El Paso Electric est le seul fournisseur d'électricité de la région, avant son acquisition, les augmentations des tarifs d’électricité devraient être approuvées par le conseil municipal et les régulateurs de l'État. Certains dirigeants locaux ont exprimé leur opposition à cette acquisition, invoquant des inquiétudes quant aux augmentations de tarifs non réglementées pour les consommateurs. Dans le cadre de cet accord, El Paso Electric a proposé un crédit unique de 21 millions de dollars pour les clients d'El Paso et un crédit de 8,7 millions de dollars pour les clients du Nouveau-Mexique, ce qui a entraîné une diminution de la facture mensuelle moyenne de 0,88 $ à 1,37 $,.
Dans le cadre de la transaction, EPE et IIF se sont engagés à investir 100 millions de dollars dans un fonds de durabilité économique pour promouvoir le développement économique de la région. 80 millions de dollars sont promis à être distribués dans la région d'El Paso, sur 15 ans, et 20 millions de dollars dans la région du Nouveau-Mexique, sur 20 ans.

## Système de transmission

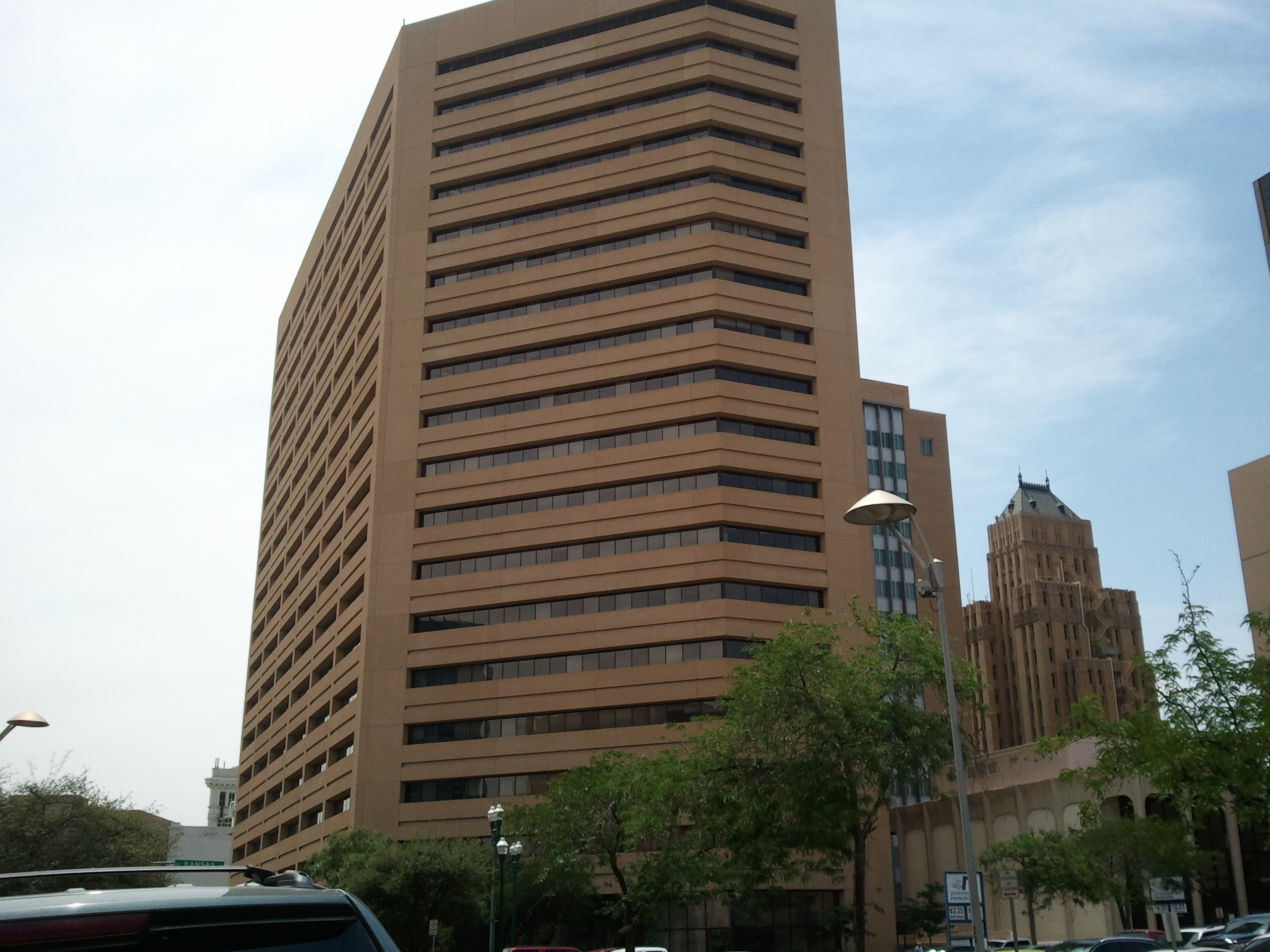
Stanton Tower est le siège social d'El Paso Electric.

Les tensions du système de transmission d'El Paso Electric sont de 115 000 volts et 345 000 volts. Il existe également deux interconnexions de 115 kV avec le Mexique au sud.

## Centrales
Les participations d'El Paso Electric dans les centrales électriques comprennent une participation de 15,8 % dans la centrale nucléaire de Palo Verde près de Tonopah, en Arizona, la centrale électrique de Rio Grande à Sunland Park, au Nouveau-Mexique, la centrale électrique de Newman, la centrale électrique Copper et la centrale électrique Montana à El Paso, ainsi le Hueco Mountain Wind Ranch dans le comté de Hudspeth, au Texas.
Le 20 février 2014, El Paso Electric signe un accord avec Juwi Solar, Inc., basé au Colorado, pour construire une installation d'énergie solaire de 10 mégawatts (MW) dans le nord-est d'El Paso à côté de la centrale de production Newman. JSI est responsable du développement, de la conception, de la construction et de l'exploitation du projet solaire Newman. La phase de conception débute au début de l'été de cette année, suivie de près par la construction et l'achèvement final du projet, provisoirement prévu pour la fin de 2014. La construction de la nouvelle installation solaire est censée permettre d’alimenter plus de 3 800 foyers tout au long de l’année. L’installation est construite sur environ 100 acres. EPE doit sous-louer le terrain en partenariat avec El Paso Water Utilities (EPWU) et est actuellement loué à EPE pour la centrale de production de Newman. EPE dispose actuellement de 47 MW d'énergie solaire dans son mix de production et a récemment obtenu 50 MW supplémentaires d'énergie solaire qui seront en ligne d'ici l'été de cette année. Au total, 5 % de la production dédiée d'EPE - qui comprend des contrats d'achat d'électricité à long terme - proviendra de l'énergie solaire.

## Poursuites judiciaires
En janvier 2003, une plainte est déposée contre El Paso Electric, alléguant que la société aurait publié des informations fausses et trompeuses en dénaturant et/ou en omettant des faits défavorables concernant des accords illégaux avec Enron Corporation et en gonflant artificiellement les revenus. Un règlement de 10 000 000 $ est conclu en 2005.